# Loxosceles manuela
Loxosceles manuela är en spindelart som beskrevs av Willis J. Gertsch och Ennik 1983. Loxosceles manuela ingår i släktet Loxosceles och familjen Sicariidae. Inga underarter finns listade i Catalogue of Life.